# Hypersonisk

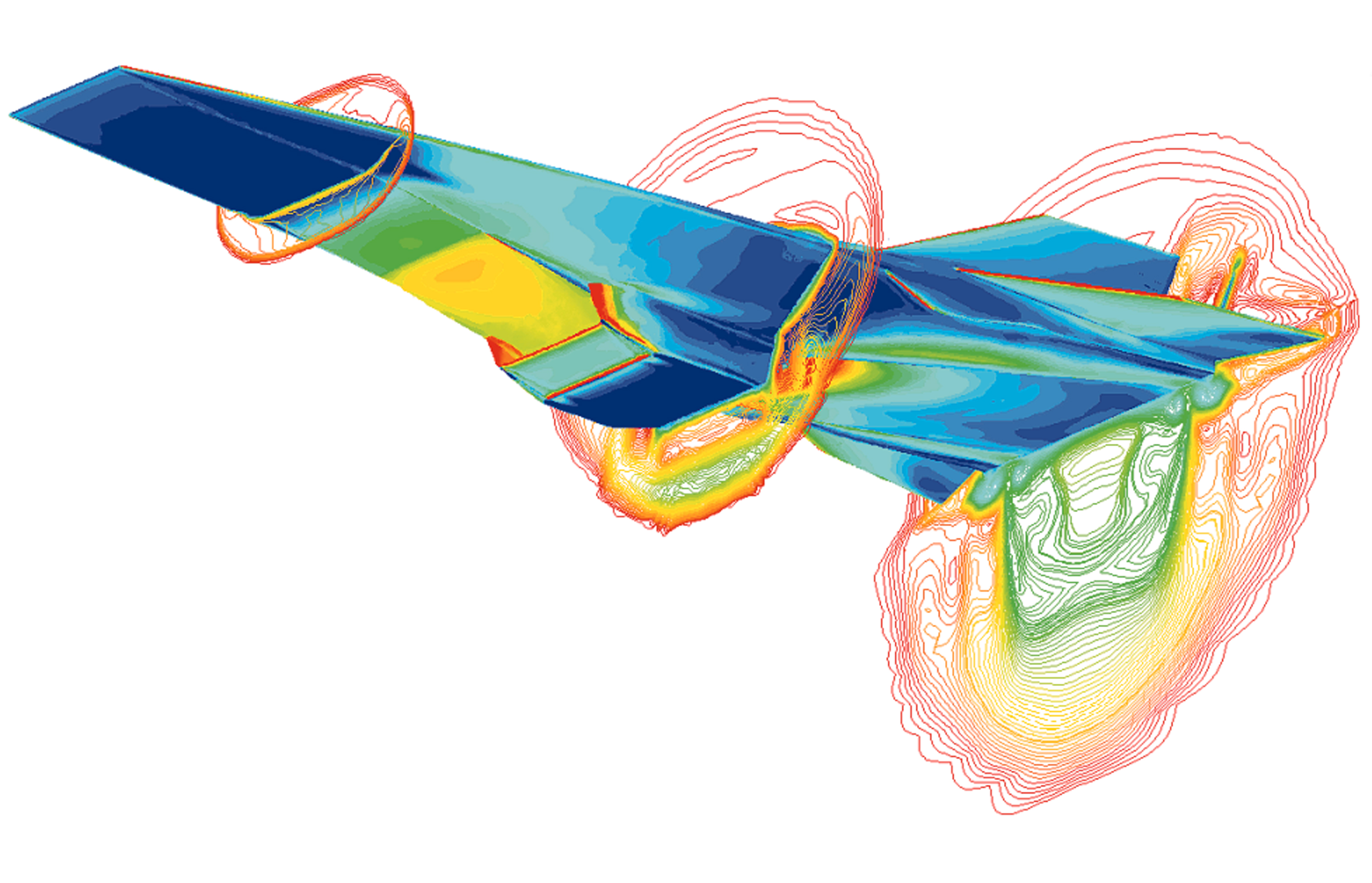
NASA X-43 vid Mach 7

Hypersonisk hastighet är inom aerodynamiken en hastighet inom de högre regionerna av överljudshastigheter. Sedan 1970-talet har termen allmänt ansetts syfta på hastigheter på Mach 5 och däröver.
Det precisa machtal vid vilket en flygfarkost flyger med hypersonisk hastighet varierar, då karaktäristiska fysikaliska förändringar i luftflödet (som molekylär sönderdelning och jonbildning) inträffar vid olika hastigheter; dessa effekter börjar bli påtagliga vid Mach 5. Det hypersoniska området är ofta alternativt definierat som de hastigheter vid vilka en ramjet inte producerar någon nettodragkraft.